# Vetrișoaia
Vetrișoaia je rumunská obec v župě Vaslui. Žije zde přibližně 2 600 obyvatel. Obec leží na východě Rumunska a její území sousedi s Moldavskem. Obec se skládá ze dvou částí.

## Části obce
- Vetrișoaia – 2 532 obyvatel
- Bumbăta – 106 obyvatel